# Tau1 Hydrae
Tau1 Hydrae (τ1 Hydrae / 31 Hydrae / HD 81997) es una estrella en la constelación de Hidra de magnitud aparente +4,60. Comparte la denominación de Bayer Tau con τ2 Hydrae, no existiendo relación física entre ambas estrellas.
Ocasionalmente recibe el nombre de Ukdah Prima, «la primera (estrella) del nudo» —Ukdah proviene el árabe عقدة (uqdah), «nudo»—.
Situada a 56 años luz del sistema solar, Tau1 Hydrae es una estrella blanco-amarilla de tipo espectral F6V. Más caliente y luminosa que el Sol, tiene una temperatura de ~ 6450 K.
Su velocidad de rotación —30 km/s— es, al menos, 15 veces mayor que la del Sol, lo que se traduce en un período de rotación igual o inferior a 2,72 días, a diferencia del Sol que emplea algo más de 25 días en completar una vuelta.
Tiene un contenido metálico —entendiendo por metales aquellos elementos distintos a hidrógeno y helio— igual al del Sol.
Su masa es un 30% mayor que la masa solar y su edad se estima en 1800 millones de años.
Gliese 348 B, estrella de magnitud 7,15 separada visualmente 66 segundos de arco, parece estar gravitacionalmente unida a Tau1 Hydrae. De tipo K0, tiene una masa aproximada igual al 78% de la masa solar.
A su vez, la propia Tau1 Hydrae es una binaria espectroscópica con un período de 2807 días.